# Montaut (Haute-Garonne)
Montaut ist eine französische Gemeinde mit 557 Einwohnern (Stand: 1. Januar 2022) im Département Haute-Garonne in der Region Okzitanien. Sie gehört zum Arrondissement Muret und zum Kanton Auterive. Die Einwohner werden Montois bzw. Montaudais genannt.

## Geographie
Montaut liegt etwa elf Kilometer südlich von Muret am Fluss Lèze, einem Nebenfluss der Garonne, die die westliche Gemeindegrenze bildet. Umgeben wird Montaut von den Nachbargemeinden Mauzac im Norden, Beaumont-sur-Lèze im Nordosten, Auribail im Osten, Saint-Sulpice-sur-Lèze im Südosten, Montgazin im Süden, Marquefave und Capens im Südwesten,  sowie Noé im Westen.

## Bevölkerungsentwicklung
| Jahr                       | 1962 | 1968 | 1975 | 1982 | 1990 | 1999 | 2006 | 2012 | 2020 |
| Einwohner                  | 266  | 250  | 316  | 362  | 374  | 440  | 485  | 519  | 512  |
| Quellen: Cassini und INSEE |      |      |      |      |      |      |      |      |      |

## Sehenswürdigkeiten
- Kirche Saint-Barthélémy aus dem 15. und 19. Jahrhundert